# Bajkó Erzsébet
Bajkó Erzsébet, Taufferné (Ditró, 1909. december 9. – Ditró, 2008) magyar író, újságíró.

## Életútja
Középiskolai tanulmányait Nagyszebenben végezte. 1932-1936 között a Keleti Újság belső munkatársa, cikkeit közölte az Erdélyi Fiatalok, Erdélyi Szemle, Pásztortűz és Független Újság. Székely faluregénye, a balladisztikusan komor Szánjatok kősziklák (Kolozsvár, 1940) Gy. Szabó Béla fametszeteivel jelent meg és két kiadást is megért. 1942-től Magyarországon élt, majd ismét szülőföldjére ment.

## A Független Újságban megjelent interjúi
- Bajkó Erzsébet: Látogatás Kovács Dezsőnénél. Interjú., 5. p. 2. évf., 5. sz., 1935. február 10.
- Bajkó Erzsébet: "Olaszországban éreztem meg, hogy keleti vagyok" Interjú Gy. Szabó Bélával. 4. évf., 41. Sz., 1937. október 9.[1]